# Relations entre la France et Hong-Kong
 (mai 2024).
La mise en forme du texte ne suit pas les recommandations de Wikipédia : il faut le « wikifier ».
Les points d'amélioration suivants sont les cas les plus fréquents :
- Les titres sont pré-formatés par le logiciel. Ils ne sont ni en capitales, ni en gras.
- Le texte ne doit pas être écrit en capitales (les noms de famille non plus), ni en gras, ni en italique, ni en « petit »…
- Le gras n'est utilisé que pour surligner le titre de l'article dans l'introduction, une seule fois.
- L'italique est rarement utilisé : mots en langue étrangère, titres d'œuvres, noms de bateaux, etc.
- Les citations ne sont pas en italique mais en corps de texte normal. Elles sont entourées par des guillemets français : « et ».
- Les listes à puces sont à éviter, des paragraphes rédigés étant largement préférés. Les tableaux sont à réserver à la présentation de données structurées (résultats, etc.).
- Les appels de note de bas de page (petits chiffres en exposant, introduits par l'outil «  Source ») sont à placer entre la fin de phrase et le point final[comme ça].
- Les liens internes (vers d'autres articles de Wikipédia) sont à choisir avec parcimonie. Créez des liens vers des articles approfondissant le sujet. Les termes génériques sans rapport avec le sujet sont à éviter, ainsi que les répétitions de liens vers un même terme.
- Les liens externes sont à placer uniquement dans une section « Liens externes », à la fin de l'article. Ces liens sont à choisir avec parcimonie suivant les règles définies. Si un lien sert de source à l'article, son insertion dans le texte est à faire par les notes de bas de page.
- La présentation des références doit suivre les conventions bibliographiques. Il est recommandé d'utiliser les modèles {{Ouvrage}}, {{Chapitre}}, {{Article}}, {{Lien web}} et/ou {{Bibliographie}}. Le mode d'édition visuel peut mettre en forme automatiquement les références.
- Insérer une infobox (cadre d'informations à droite) n'est pas obligatoire pour parachever la mise en page.

Pour une aide détaillée, merci de consulter Aide:Wikification.
Si vous pensez que ces points ont été résolus, vous pouvez retirer ce bandeau et améliorer la mise en forme d'un autre article.

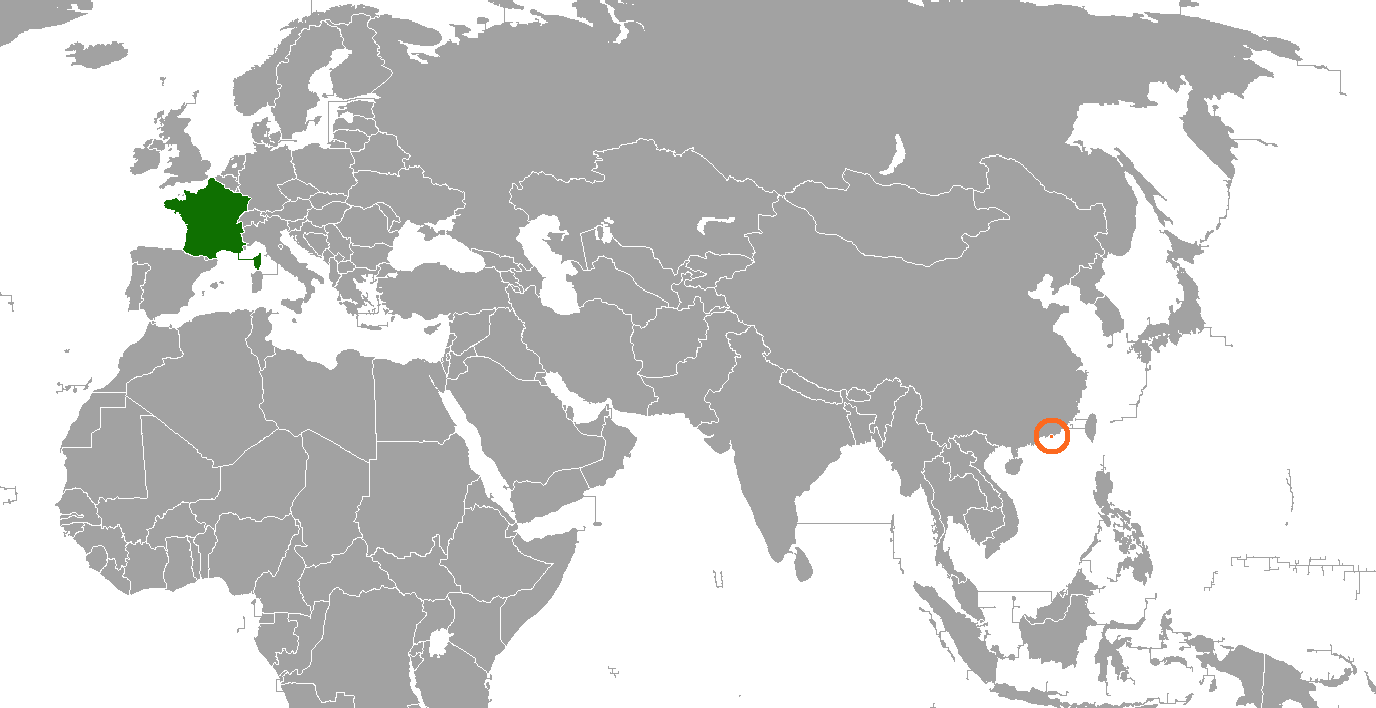
La France et Hong Kong dans le monde.

Les relations entre la France et Hong Kong se refèrent à la relation diplomatique entre la France et Hong Kong.

## Histoire

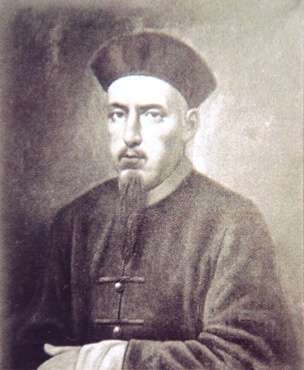
L'execution du missionnaire des Missions étrangères de Paris, Auguste Chapdelaine, a été la cause officielle de la participation de la France dans la Seconde guerre de l'opium

La relation entre la France et Hong Kong a commencé pendant le Second Empire (1852–1870).
Depuis la fin de la Première guerre de l'opium en 1842, l'Île de Hong Kong est devenu une colonie britannique.
En 1856, un missionnaire français, prêtre Auguste Chapdelaine, a été exécuté par des autorités au Guangxi, qui n'était pas ouvert aux étrangers en ce moment. En réponse, la France a rejoindré la marine britannique dans le Seconde guerre de l'opium. Après la victoire européenne, le Qing a cédé à l'empire britannique le Kowloon, qui est devenu une partie de Hong Kong britannique.
Le Consulat général de France à Hong Kong était la representation diplomatique de la France à Hong Kong depuis 1862, avec un décret de Napoléon III. Cette relation restait même après la rétrocession de Hong Kong. D'après la principe de "un pays, deux systèmes", la ville continue d'avoir grande autonomie dans ses relations avec les pays étrangers. Le HKETO (en) à Bruxelles est responsable pour la relation entre l'UE, y compris la France, et Hong Kong.

## Commerce
La France est le 7ème destination d'exportation en Europe pour Hong Kong, et Hong Kong est le 6ème en Asie pour la France. En 2015, la valeur des exportations (Hong Kong→France) est $1,01 millard USD, et la valeur dans la direction opposée (France→Hong Kong) est $5 millard USD.
Les principales exportations de Hong Kong à la France sont: circuit intégré (14,2%), composant semi-conducteur (7,94%), matériel de diffusion (7,91%) et des bijoux (12%). Les principales exportations de la France à Hong Kong sont: malles et valises (18,2%), avions, hélicoptères et véhicule spatial (16,2%), vin français (7,82%) et des produits de beauté (5,12%).
Il y a plus de 600 entreprises françaises à Hong Kong, parmi lesquelles 73 ont établi un siège régional là, et 109 autres ont des bureaux régionaux.

## Société et Culture
L'investissement de la France à Hong Kong est substantiel, où la coûte total de stock direct s'élevant à $8,4 milliards USD. En 2016, 2600 ressortissants français vivaient à Hong Kong. L'Alliance Française de Hong Kong, qui a le but de promouvoir la culture et la langue française, est implantée à Wan Chai, Sha Tin, et Jordan à Hong Kong.
La France et Hong Kong ont un Programme Vacances Travail (PVT), qui permet à 750 jeunes de passer des vacances en France ou à Hong Kong, et d'occuper un emploi temporaire selon leurs besoins pour couvrir les frais de leur visite.

## Visites Notables

### À Hong Kong
- 7-8 mars 2013: Mme. Fleur Pellerin, vice-ministère des SMEs, l'innovation, et l'économie digitale
- 26-27 avril 2013: M. Pierre Moscovici, ministère de l'économie et aux finances
- 5-6 mai 2013: M. Laurent Fabius, ministère des affairs étrangers
- 25-26 fevrier 2016: M. Michel Sapin, ministère aux finances et de comptes publics
- 24-25 May 2016: M. Matthias Fekl, secrétaire de l'État, de la commerce extérieur, et de la promotion de la tourisme

### En France
- 31 mai 2013: M. Gregory So (en), secrétaire pour la commerce et le développement économique
- 20-21 novembre 2013: M. John Tsang, secrétaire aux finances 
  - Il a participé dans le Paris Europlace, qui a parlé avec M. Pierre Moscovici, Ministère de l'économie et aux finances
- 28-29 octobre 2014: M. John Tsang, secrétaire aux finances
  - Il a parlé avec M. Matthias Fekl, secrétaire de l'État, de la commerce extérieur, et de la promotion de la tourisme
- 6 juillet 2015: M.Wong Kam-sing (en), secrétaire de l'environnement
- 7-9 juin 2016: M.Leung Chun-ying, 3ème Chef de l'exécutif de Hong Kong[11]
- 15-21 juin 2018: Mme. Carrie Lam, 4ème Chef de l'exécutif de Hong Kong[12]

## Incidents

### 1884 grève et émeute anti-France
Le 11 septembre, 1884, les dockers de Hong Kong à Hung Hom ont lancé une grève anti-France, pour protester contre la rôle de la France dans la guerre franco-chinoise en Indochine, Mer de Chine méridionale et Taïwan. Les travailleurs impliqués ont été arrêtés par la police de Hong Kong et condamnés à une amende par le tribunal. Cela a été suivi d'une émeute commençant le 3 octobre. Les négociations entre le gouvernement et les manifestants ont finalement abouti au retour de l'amende aux travailleurs. La grève et les émeutes de longue durée ont affecté les réparations et l'approvisionnement de la flotte française. Les Français font face à plusieurs revers militaires en Indochine et à Taiwan à la fin de 1884 et au début de 1885, mais se soldent par un succès diplomatique avec la reconnaissance du protectorat français sur l'Annam et le Tonkin dans le Traité de Tien-Tsin, conclu le 9 juin 1885,.

### 2014 mouvement des parapluies
À l'automne 2014, Hong Kong avait connu une manifestation à grande échelle, le mouvement des parapluies, en faveur d'une démocratie totale à Hong Kong. Le ministère français des affaires étrangères a déclaré que le ministère « suivait de près » les manifestations de rue à Hong Kong et a souligné le droit des hongkongais de marcher pacifiquement. Le porte-parole du ministère français des Affaires étrangères, Romain Nadal, a déclaré lors de la conférence de presse: "Nous suivons de près l'évolution de la situation et nous réitérons notre attachement au droit de manifester pacifiquement".